# Kościół św. Stanisława, św. Doroty i św. Wacława we Wrocławiu
Kościół pw. św. Stanisława, św. Doroty i św. Wacława – pierwotnie klasztorny augustianów-eremitów, później franciszkański, późnogotycki kościół halowy w południowej części Starego Miasta we Wrocławiu.

## Historia
Ufundowany został dla upamiętnienia porozumienia o prawach do Śląska zawartego między Kazimierzem Wielkim a Karolem IV. Patroni kościoła: św. Wacław, św. Stanisław i św. Dorota symbolizowali Czechy, Polskę i niemieckich osadników. Nawiązuje do tego spotkania także herby, od lewej: Królestwa Czech, Cesarstwa (Karola IV) i Śląska znajdujący się na wschodniej fasadzie kościoła. Kościół zbudowano pod rządami prowincjała eremitów Nikolausa na działce przy ul. Świdnickiej zakupionej od mieszczan Job Stillego i Jakoba Reymfrieda.
Powstał od 1351 jako trójnawowa, wysoka hala z pięcioprzęsłowym prezbiterium zakończonym pięcioboczną absydą i przykrytym sklepieniem krzyżowym. Prezbiterium ukończono w 1381. W ukończonej w 1401 r. nawie głównej wykonano sklepienia gwiaździste, a w nawach bocznych sklepienia piastowskie (każde przęsło otrzymało sklepienie podparte w pięciu wezgłowiach, żebra dzielą je na siedem tarcz). Prezbiterium i nawy nakryte są osobnymi stromymi dachami (do dziś zachowała się średniowieczna więźba dachowa). Nie przewyższające dachu wieże przylegają do prezbiterium na zakończeniu naw bocznych, łączna długość budynku wynosi 83 m, zaś wysokość fasady zachodniej bez krzyża 50 m, a wysokość wnętrza 25,2 m. Początkowo wejścia znajdowały się w elewacjach bocznych. Elewacja zachodnia zwieńczona olbrzymim ozdobnym szczytem ceramicznym ze sterczynami. Od południowej strony przylegały do kościoła zabudowania klasztorne. Do 1530 kościół należał do eremitów, po czym przejęli go franciszkanie z kościoła św. Jakuba (obecnie św. Wincentego i św. Jakuba), lecz liczba braci zakonnych w obliczu reformacji gwałtownie topniała i już 20 października 1534 opuścili budynki i oddali je w zarząd radzie miejskiej. Dopiero 15 października 1561 cesarz Ferdynand I zezwolił ostatecznie mieszczanom na desakralizację budynków i tymczasowe urządzenie w nich magazynów. Późniejsze plany sprowadzenia jezuitów nie zostały uwieńczone powodzeniem, natomiast w 1613 cesarz Maciej zwrócił budynki braciom mniejszym, którzy 6 lutego 1615 wprowadzili się do zabudowań, zaś od 1707 erygowano przy kościele również parafię św. Doroty. W 1686 wykonano bogate barokowe wyposażenie wnętrza, również budynki klasztoru gruntownie przebudowano w tym stylu.
Po kasacie zakonu w 1810 zabudowania klasztorne mieściły od 1817 więzienie, zaś po jego przeniesieniu w 1852 w sąsiedztwo sądu na ul. Podwale długo niszczały, aż w końcu XIX wieku zdecydowano o ich wyburzeniu, a działki sprzedano. Powstały na nich dom handlowy oraz Hotel Monopol. W zachodniej elewacji kościoła przebito nowe wejście z neogotyckim portalem, a przed nim wytyczono niewielki plac Franciszkański.
W czasie II wojny światowej kościół uległ tylko nieznacznym uszkodzeniom i należy do najlepiej zachowanych średniowiecznych budynków Wrocławia. Po wojnie pełnił przez pewien czas rolę prokatedry wrocławskiej.
Sterczynowy szczyt świątyni stanowił wzór dla odbudowanej po wojnie w stylu gotyckim katedry św. Jana w Warszawie. W kościele i sąsiednim Hotelu Monopol powstało kilka scen filmu Popiół i diament.

## Wyposażenie
W prezbiterium znajduje się ołtarz główny z ok. 1720 z obrazem „Męczeństwo św. Doroty” oraz stalle ze scenami z życia św. Franciszka z Asyżu na zapleckach. Przy łuku tęczowym stoją figury św. Jana Chrzciciela i św. Jana Ewangelisty przypisywane warsztatowi Georga Leonarda Webera. W nawach świątyni znajdują się liczne barokowe ołtarze boczne i ambona. W zachodniej części nawy południowej jest ustawiony monumentalny nagrobek barona Heinricha Gotfrieda von Spätgena wykonany w latach 1752–1753 przez Franza Josepha Mangoldta. Na chórze muzycznym znajdują się 33-głosowe organy zbudowane w 1925 przez firmę Sauer z Frankfurtu n. Odrą (Opus 1306).
Portal od strony ul. Franciszkańskiej zdobi figura św. Doroty. W 2005 w niewyjaśnionych okolicznościach została ona pozbawiona głowy (już wcześniej figurze brakowało dłoni i części miecza). W 2009 została odrestaurowana w imieniu wrocławskiego pisarza Marka Krajewskiego; udostępnił on do tego celu odlew oryginalnego miecza, który wcześniej otrzymał wraz z tytułem Ambasadora Wrocławia. Trzy lata później figura ponownie straciła ramię i część miecza.

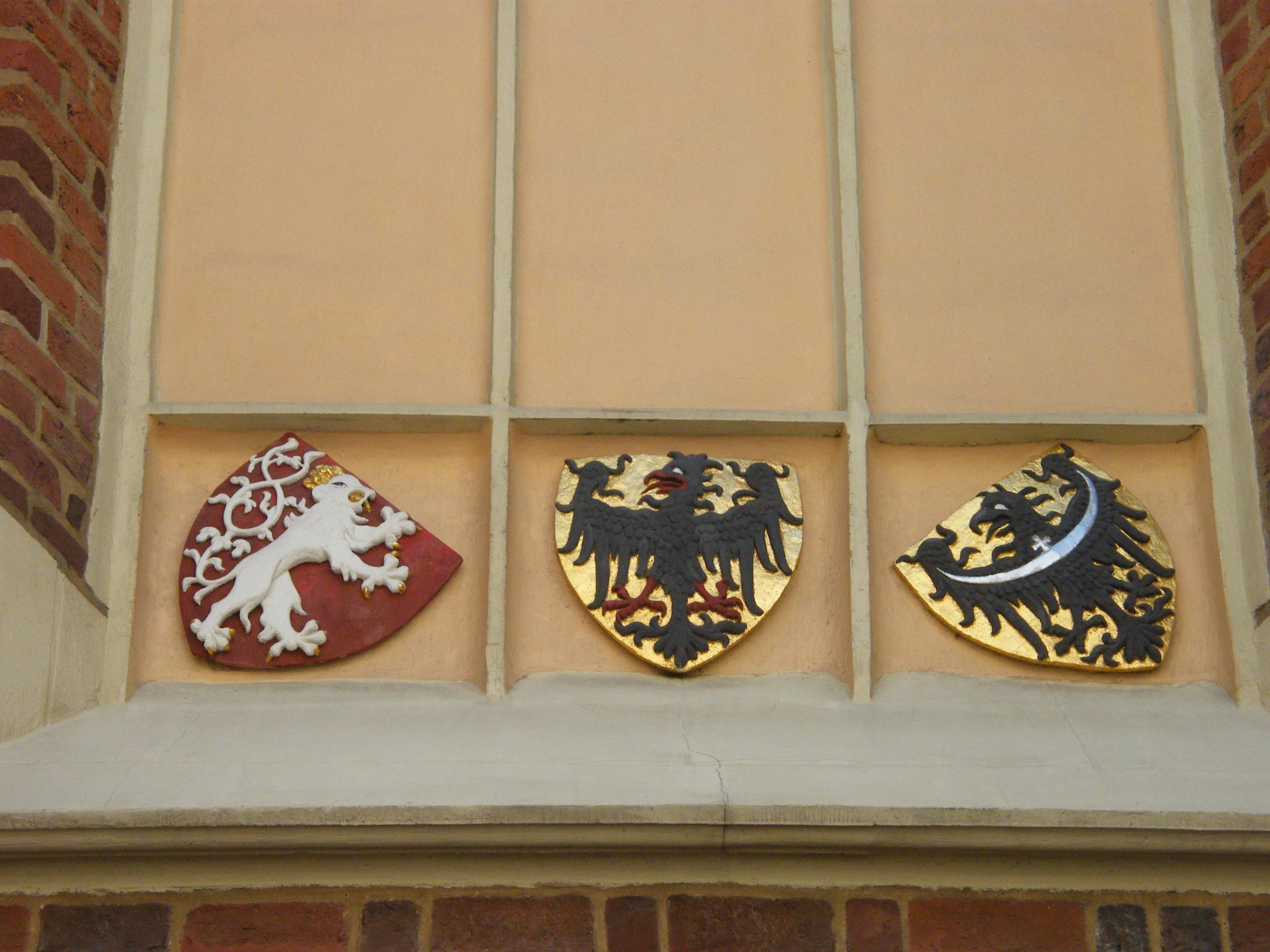
Herby Czech, Karola IV, Śląska
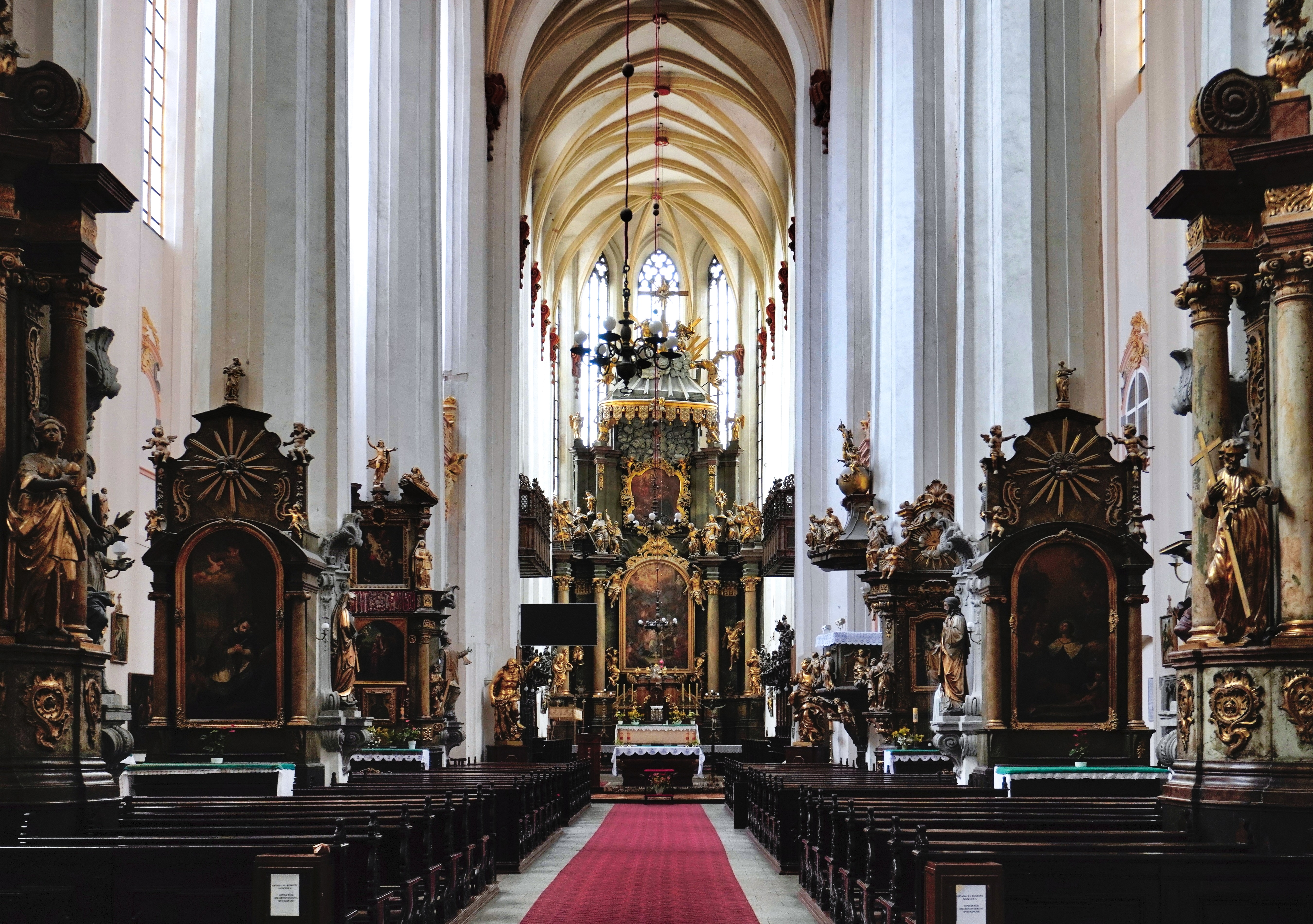
Wnętrze kościoła
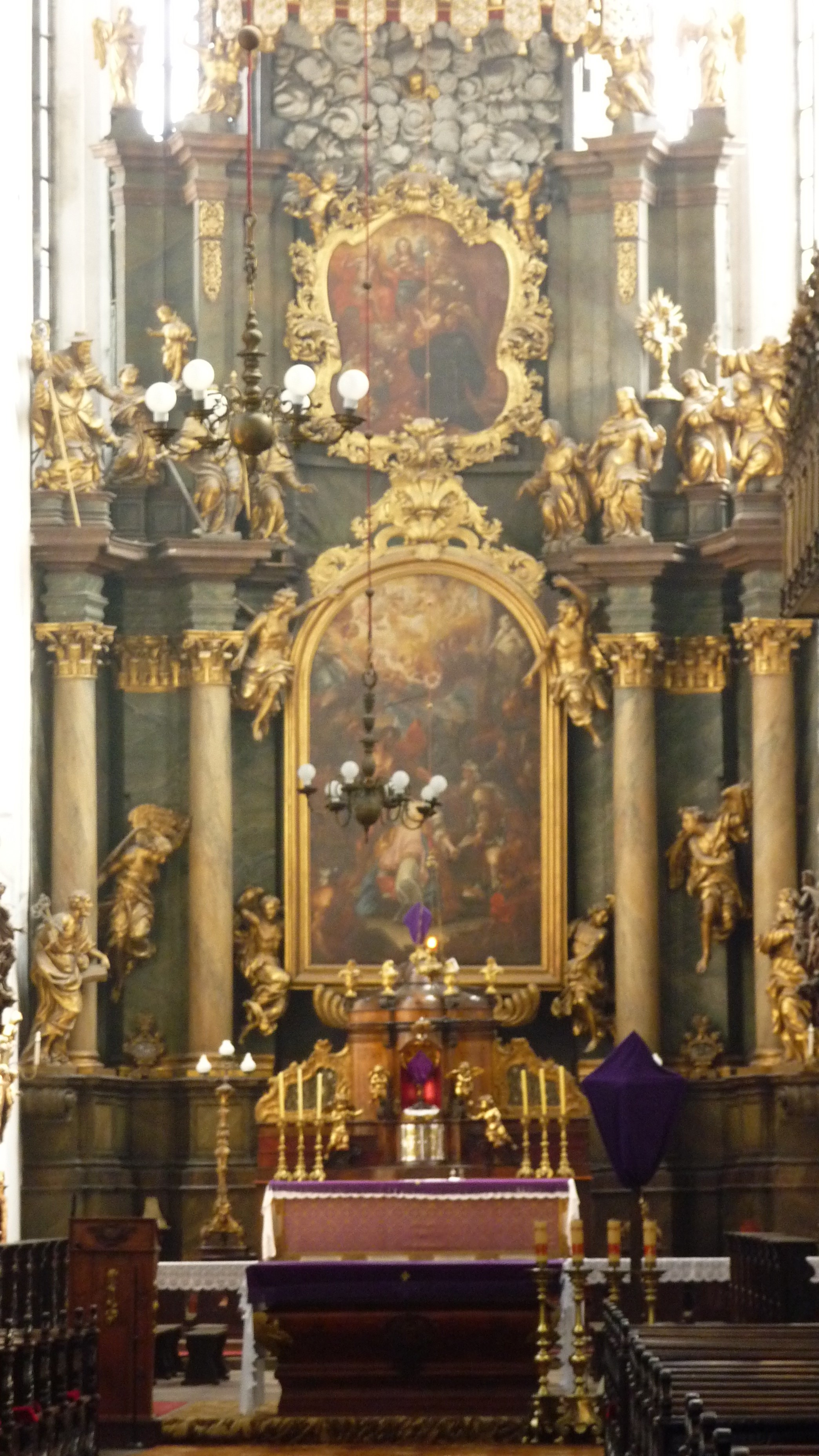
Ołtarz główny z ok. 1720
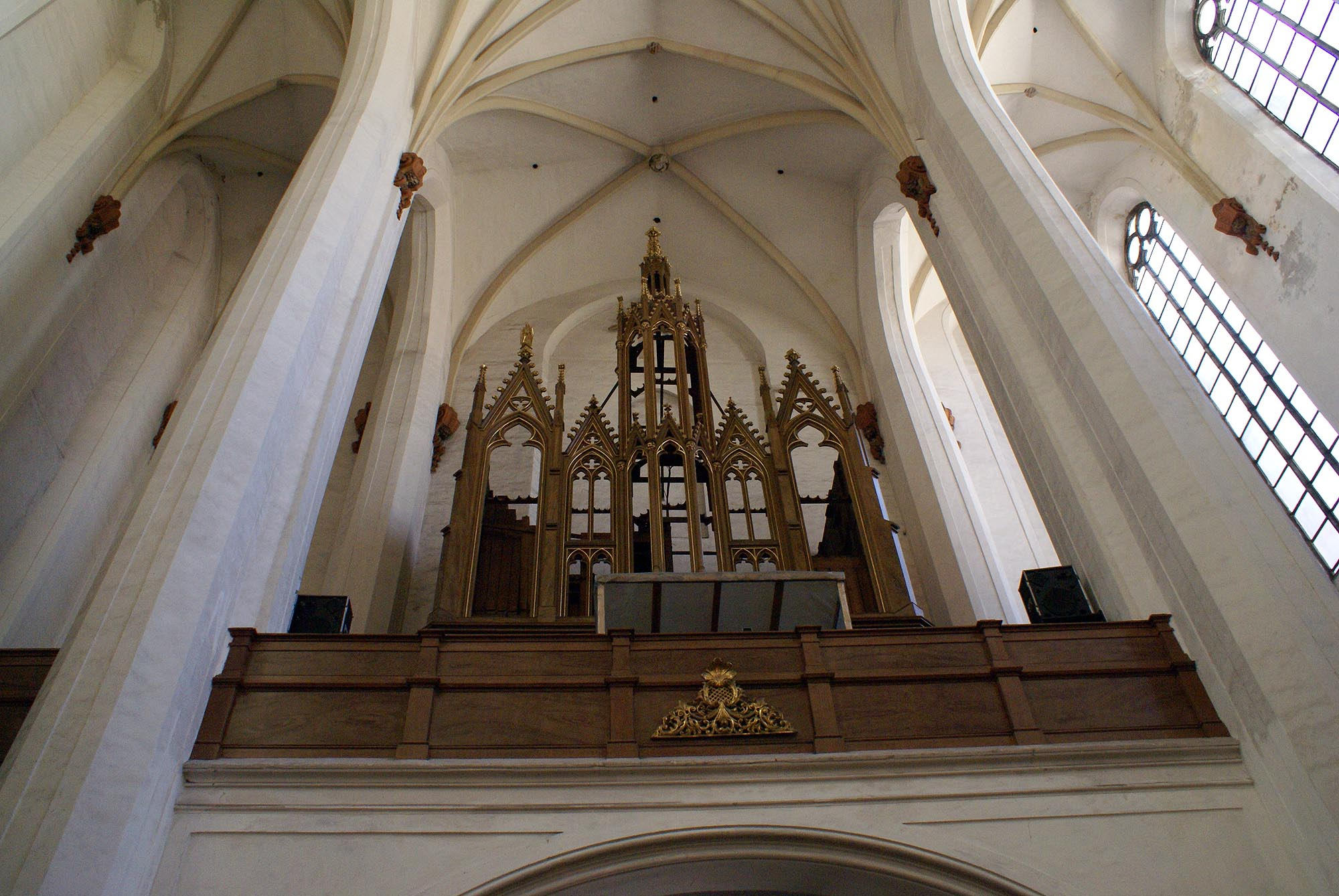
Organy z 1925
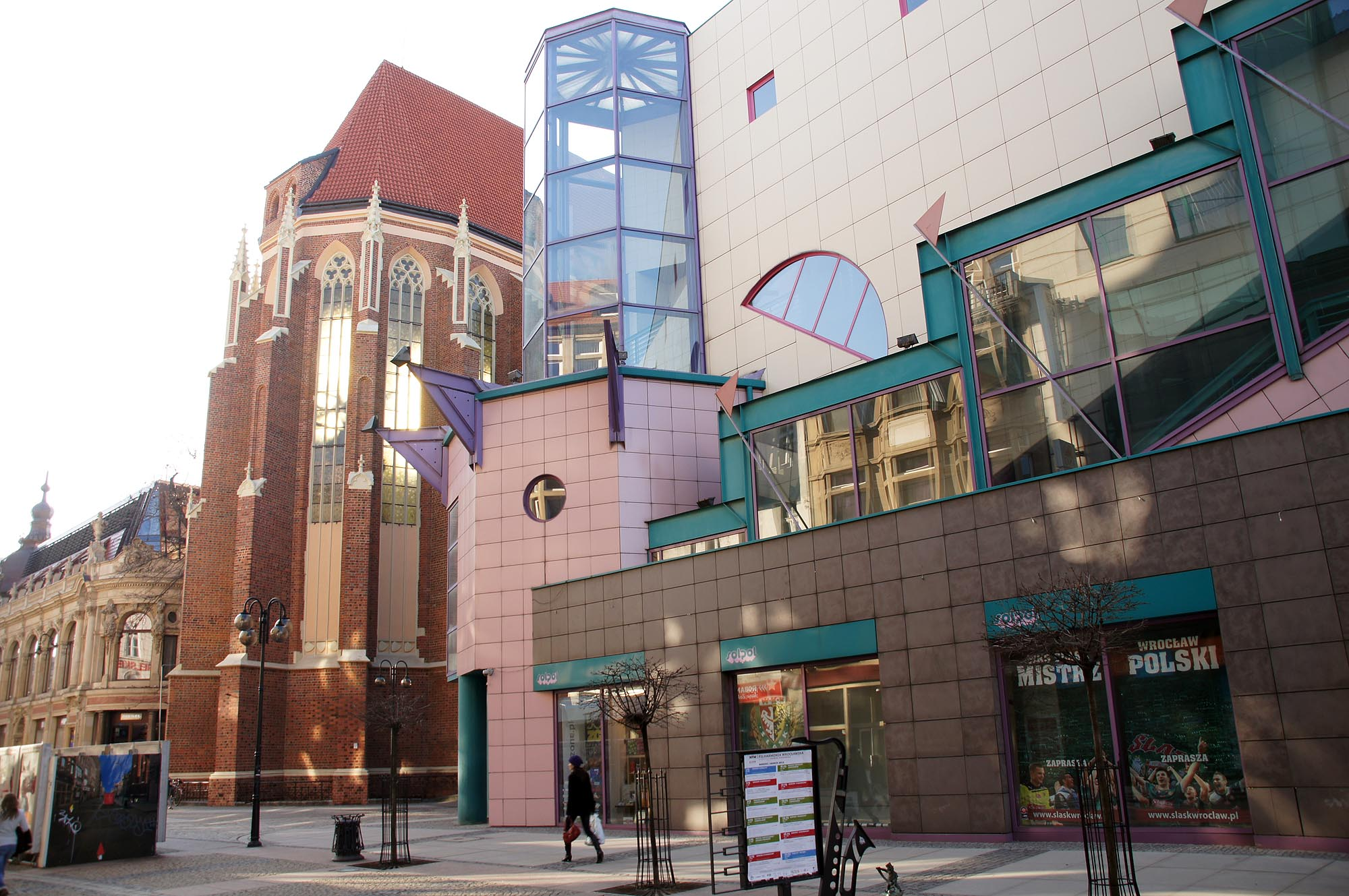
Dawny kościół klasztorny